# Markha (rivière)
La Markha est une rivière indienne qui coule dans la région du Ladakh. Elle est un affluent de la Zanskar.